# Fascicularia bicolor
Espèce
Classification APG IV (2016)
Fascicularia bicolor est une espèce végétale de la famille des Broméliacées, endémique du Chili. En Europe de l’Ouest, elle est utilisée comme plante ornementale dans les jardins. Fascicularia bicolor comprend deux sous-espèces : Fascicularia bicolor subsp. bicolor et Fascicularia bicolor subsp. Canaliculata, qui se distinguent par leur forme de croissance et leur écologie.

## Caractéristiques

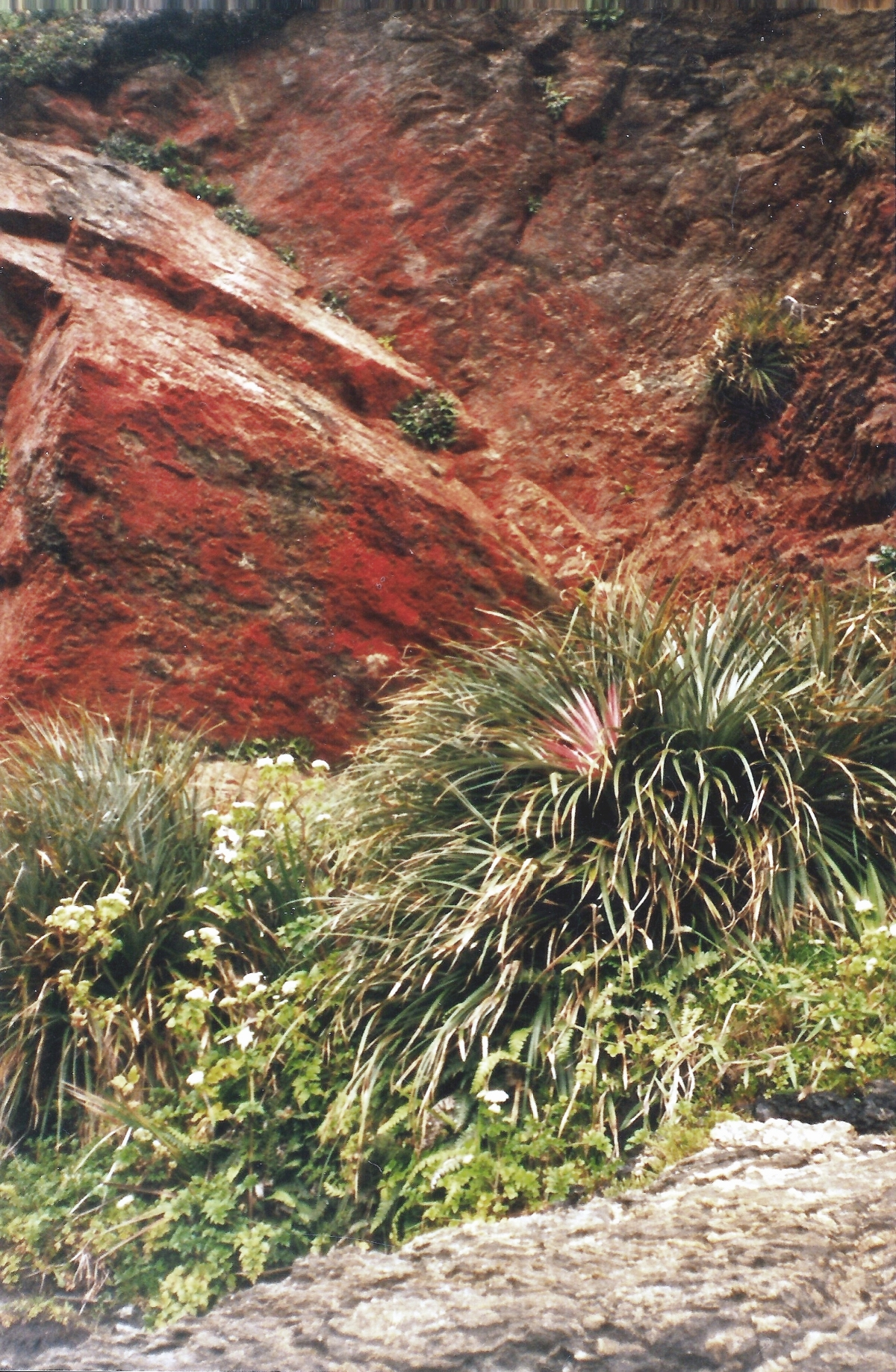
Buisson de feuilles de Fascicularia bicolor

### Port général
Fascicularia bicolor est une plante herbacée vivace acaule. Fascicularia bicolor subsp. bicolor est majoritairement saxicole alors que la sous-espèce canaliculata pousse généralement comme épiphyte.

### Appareil végétatif
Elle a une tige très courte ou absente, ses feuilles poussent en rosette dense et peuvent atteindre 1 m de long avec des gaines foliaires ovales. La lame est linéaire et coriace, l’apex de la feuille est piquant et la bordure est en dents de scie.
Fascicularia bicolor subsp bicolor porte des limbe succulents surtout à la base à cause d’une grande accumulation de cellules accumulatrices d’eau. Les feuilles sont légèrement convexes ou plates.
Fascicularia bicolor subsp canaliculata n’a pas de limbe succulent.

### Appareil reproducteur
L’intérieur des feuilles prend une coloration rosée lors de la floraison et le limbe est progressivement réduit. L’inflorescence se trouve au centre de la rosette. Les fleurs sont  sessiles et nombreuses. Elles sont sous-tendues par deux bractées.
Les pétales sont bleus. Les fleurs sont bisexuelles et actinomorphes. Elles comptent 6 étamines et des anthères attachées aux filets par la base. Les anthères et le pollen sont orange. Les fleurs ont des ovaires infères à 3 locules. Le style a 3 branches stigmatiques.
Le fruit est une baie comestible, la graine est brunâtre et globuleuse,.

## Taxonomie
Fascicularia est un genre qui ne comprend qu’une espèce : Fascicularia bicolor.

### Sous-espèces
Nelson et Zizka (1997) ont différencié deux sous-espèces de Fascicularia bicolor sur base de différences dans l’habitat, la distribution géographique et la morphologie des feuilles. Les études moléculaires confirment la classification en deux sous-espèces,.
·       Fascicularia bicolor subsp. bicolor Nelson & Zizka 
·       Fascicularia bicolor subsp. canaliculata E.C. Nelson & Zizka 

## Écologie

### Région d'origine et région où la plante s'est naturalisée
On retrouve Fascicularia bicolor dans les climats méditerranéens et tempérés du Chili. Fascicularia bicolor ssp. bicolor est trouvé le long des côtes du centre du Chili, tandis que la sous-espèce canaliculata se trouve plus dans le sud, c’est l’espèce la plus méridionale de la famille des Broméliacées. Fascicularia bicolor subsp. bicolor s’est également naturalisée dans certaines régions d’Europe de l’Ouest dont l’ouest de la France, la Cornouaille, l’Ile de Guernesey, les Iles Scilly, l’Irlande de l’Ouest et les Channel Islands,.

### Habitat
Fascicularia bicolor subsp. bicolor préfère les habitats ouverts et rocailleux, elle est majoritairement terrestre et saxicole, tandis que la sous-espèce canaliculata est une plante éphiphyte qui pousse dans les forêts tempérées valdiviennes. Dans les zones en Europe où la sous-espèce bicolor s’est naturalisé, on la trouve dans les dunes de sable et des forêts de chênes. Elle peut former des peuplements denses.

### Interactions avec d'autres organismes
Fascicularia bicolor ssp. canaliculata peut être considérée comme un ingénieur d’écosystème, c’est-à-dire une espèce qui transforme son habitat en créant de nouvelles structures. C’est une « plante nid d’oiseau » (trash basket epiphyte), sa morphologie et sa capacité à grandir sur d’autres plantes lui permettent de collecter les déchets organiques de la canopée.
Cette capacité permet à la plante d’influencer l’écosystème vertical de la canopée, notamment via la création de nouveaux habitats pour des espèces de plantes ou d’invertébrés ou par la baisse des variations de la température. F. bicolor réchauffe l’atmosphère lorsqu’il fait froid grâce à la chaleur liée au processus de décomposition et la refroidit lorsqu’il fait chaud en faisant de l’ombre.

### Protection
Fascicularia bicolor subsp. canaliculata est considérée comme « vulnérable » tandis que Fascicularia bicolor subsp. bicolor est classée dans la catégorie « préoccupation mineure ».

## Utilisation
Fascicularia bicolor ssp. bicolor est utilisée en tant que plante ornementale de jardin. Fascicularia bicolor tire sa popularité auprès des jardiniers de par son aspect exotique dans les jardins européens et de sa facilité d’entretien. Elle est souvent commercialisée sous le nom Fascicularia pitcairniifolia.

## Agriculture et horticulture

### Méthode de culture
Fascicularia bicolor subsp. bicolor peut être plantée en pleine terre ou bien en pot, il est conseillé de la planter entre avril et mai et entre septembre et octobre. Elle est résistante au gel (jusqu’à -10 °C) et se développe le mieux sur sol drainé mais restant frais. Elle doit être placée en plein soleil durant sa période de croissance et être bien arrosée. Durant l’hiver, il est conseillé de ne pas trop arroser la plante. À la sortie de l’hiver, les tiges peuvent être taillées à 20 cm du sol mais cette taille n’est pas obligatoire. Elle résiste bien aux maladies et tolère correctement l’humidité du sol.